# رينالدو بينيا
رينالدو بينيا هو مصارع هاوي كوبي، ولد في 5 يناير 1969 في هافانا في كوبا.

## وصلات خارجية
- رينالدو بينيا على موقع قاعدة بيانات المصارعة الدولية (الإنجليزية)
- رينالدو بينيا على موقع أوليمبيديا (الإنجليزية)